# ابش خاتون
اَبش خاتون دختر اتابک سعد بن ابوبکر بن سعد بن زنگی و ترکان خاتون٬ ملکه سلغری در قرن هفتم قمری بود و تنها فرمانروای زن استان فارس می‌باشد که از سوی ایلخان مغول، اتابک فارس بوده است.

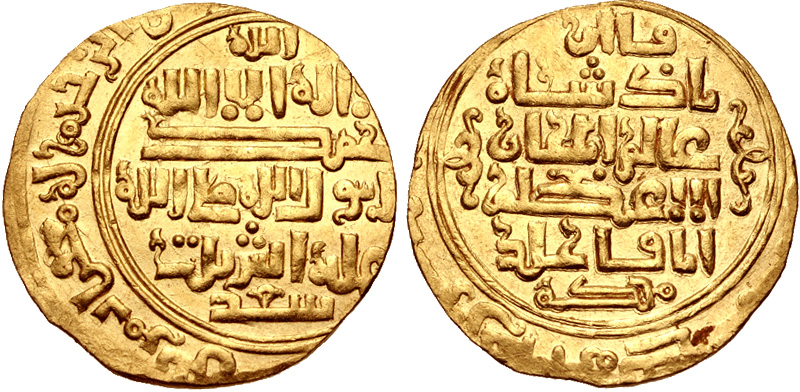
سکه فرمانروایی آبش خاتون

هولاکو خان مغول وی را به همسری پسر خود منکوتیمور درآورد و فارس به‌طور رسمی ضمیمهٔ دولت ایلخانان گردید. وی در سال ۶۸۵ قمری به دلیل بیماری از دنیا رفت. وی را همانند مغولان با ظرفهای سیمین و زرین پر از باده در چرنداب تبریز دفن کردند. اما پس از مدتی دخترش جنازه وی را از تبریز به شیراز آورد و در رباط اَبش به خاک سپرد.
ابش خاتون آخرین اتابک از اتابکان فارس و دختر ترکان خاتون (همسر سعد بن ابوبکر) بود. ترکان خاتون پس از مرگ پسرش در سال ۶۶۰ هجری کارها را زیر نظر داشت و داماد خود را یعنی محمد بن سلغور را که نوادهٔ سعد بن زنگی بود به امارت برداشت؛ اما چندی بعد او را به اتهام بیدادگری و هرزگی در رمضان ۶۶۱ هجری برکنار کرد و به اردوی خان مغول روانه داشت. بعد از او هم برادرش سلجوق‌شاه بن سلغر را که در زندان بود، بیرون آورد و به امارت نشاند. اما سلجوقشاه که از تسلط ترکان خاتون بر کارها، نگرانی و ناخرسندی داشت وی را کشت و داعیهٔ استقلال یافت. با این حال، در جنگی که برای دفع او و انتقام خون ترکان خاتون بر ضد او و تا حدی به اصرار اتابک یزد که به خونخواهی خواهر خود ترکان خاتون برخاسته بود، درگرفت، در سال ۶۶۲ هجری شکست خورد و به قتل رسید.
پس از مرگ سلجوقشاه فرمانروایی ابش خاتون چندان طولی نکشید و هولاکو خان او را نامزد پسر خود منگوتیمور کرد و با عزیمت او از شیراز در سال ۶۶۳ هجری حکومت اتابکان سلغری در فارس خاتمه یافت و آن سرزمین به دست امرای مغول و کسانی که مالیات آن را به مقاطعه می‌گرفتند، افتاد و بازگشت ابش خاتون و بعدها دخترش کردوجین در ۶۹۰ هجری به حکومت فارس دیگر ادامه حکومت اتابکان به شمار نمی‌آید.